# Khandela
Khandela là một thành phố và khu đô thị của quận Sikar thuộc bang Rajasthan, Ấn Độ.

## Địa lý
Khandela có vị trí 25°14′B 76°51′Đ / 25,23°B 76,85°Đ Nó có độ cao trung bình là 318 mét (1043 feet).

## Nhân khẩu
Theo điều tra dân số năm 2001 của Ấn Độ, Khandela có dân số 22.475 người. Phái nam chiếm 51% tổng số dân và phái nữ chiếm 49%. Khandela có tỷ lệ 57% biết đọc biết viết, thấp hơn tỷ lệ trung bình toàn quốc là 59,5%: tỷ lệ cho phái nam là 69%, và tỷ lệ cho phái nữ là 45%. Tại Khandela, 18% dân số nhỏ hơn 6 tuổi.